# كارل غوستاف أيكمن
كارل غوستاف أيكمن (بالسويدية: Carl Gustaf Ekman )‏ (و. 1872 – 1945 م) هو سياسي، وصحفي سويدي، توفي عن عمر يناهز 73 عاماً.

## مناصب
تولى منصب رئيس وزراء السويد (7 يونيو 1930–6 أغسطس 1932)، ورئيس وزراء السويد (7 يونيو 1926–2 أكتوبر 1928)، وعضو البرلمان السويدي ‏.
| المناصب السياسية     | المناصب السياسية                               | المناصب السياسية   |
| -------------------- | ---------------------------------------------- | ------------------ |
| سبقه Arvid Lindman   | رئيس وزراء السويد 7 يونيو 1930 - 6 أغسطس 1932  | تبعه فيليكس هامرين |
| سبقه Rickard Sandler | رئيس وزراء السويد 7 يونيو 1926 - 2 أكتوبر 1928 | تبعه Arvid Lindman |